# Chimarra adiatulla
Chimarra adiatulla là một loài Trichoptera trong họ Philopotamidae. Chúng phân bố ở miền Ấn Độ - Mã Lai.